# Dorst naar bloed
Dorst naar bloed (Frans: Les Lèvres Rouges of Le Rouge aux Lèvres in België; Engels: Daughters of Darkness; Duits: Blut an den Lippen) is een Engelstalige thriller van Harry Kümel uit 1971. De film paart exploitationthema's aan een stijlvolle esthetiek en werd een culthit in het internationale circuit.

## Verhaal
De plot is losweg geïnspireerd op de historische figuur van de Hongaarse bloedgravin, Elisabeth Báthory. In de film heeft ze haar zinnen gezet op een pasgetrouwd koppel, Stefan en Valérie. Ze zijn met de trein in Oostende aangekomen en bediscussiëren hoe en wanneer ze Stefans moeder op de hoogte zullen brengen van hun huwelijk. Stefan ontpopt zich als een brutale sadist, maar krijgt te maken met een hogere kracht waar hij niet op gerekend had.

## Esthetiek
Kümel zocht voor de sets inspiratie bij de schilderijen van Léon Spilliaert. De dominante kleuren zijn rood, wit en zwart. Vooral het felle rood contrasteert met de koude landschappen.
De gravin is gemodelleerd naar Marlène Dietrich en draagt extravagante kostuums. Het pagekopje van haar sidekick Ilona verwees naar Louise Brooks.

## Casting en rolverdeling
De film kon rekenen op de présence van Delphine Seyrig, de toenmalige ster van de Franse arthousecinema. Ze stond eerst weigerachtig tegenover de rol, maar haar toenmalige lief Alain Resnais zag in het script een graphic novel en kon haar overtuigen om mee te doen. Seyrig werd gekoppeld aan actrices uit wulpsere genres: Danielle Ouimet was Miss Québec 1966 en had een achtergrond in ‘maple syrup porn’, Andrea Rau was een Duitse actrice die net Quartett im Bett had ingeblikt.
Niemand van deze internationale cast had Engels als moedertaal. Hun verschillende accenten zijn behouden in de productie en dragen bij tot de surreële sfeer.
| Acteur          | Personage                  |
| --------------- | -------------------------- |
| Delphine Seyrig | Gravin Elisabeth Bathory   |
| John Karlen     | Stefan                     |
| Danielle Ouimet | Valérie                    |
| Andrea Rau      | Ilona Harczy               |
| Paul Esser      | Hotelklerk                 |
| Georges Jamin   | Politie-inspecteur op rust |
| Joris Collet    | Maître d'hôtel             |
| Fons Rademakers | Moeder van Stefan          |

## Muziek
François de Roubaix componeerde de soundtrack. Het titelnummer Daughters of Darkness werd ingezongen door Lainie Cooke.

## Opnamen
De voornaamste binnenlocatie was het Hotel Astoria in Brussel. Buitenopnames zijn gemaakt in het Thermae Palace Hotel in Oostende, in Brugge en in Meise.

## Versies
De oorspronkelijke Engelstalige versie was 87 minuten lang. Later volgden gedubde Franse en Nederlandse cuts van 96 minuten. 
In 1998 verscheen een director's cut op DVD bij Anchor Bay. Deze versie van 100 min. is later nog verschillende keren heruitgebracht.

## Verder lezen
- Ernest Mathijs (2004), "Les lévres rouges Daughters of Darkness", in: The Cinema of the Low Countries, blz. 96-106 - Lees op Google Books